# Jorge Luis Siviero
Jorge Luis Siviero Vlahussich (Montevideo, 13 de mayo de 1952) es un exfutbolista, entrenador y comentarista uruguayo. Durante la década de los 80, se convirtió en uno de los jugadores más emblemáticos de Cobreloa de Chile, al punto que pasó de ser delantero a dirigir técnicamente el equipo en 1986. En la cancha tuvo una destacada trayectoria como atacante durante casi dos décadas. Fue goleador en Uruguay y Chile, jugó dos finales de la Copa Libertadores y ganó la Copa de Oro de Campeones Mundiales con la selección de su país. Actualmente colabora como comentarista deportivo en UCV Radio.

## Trayectoria

### Como futbolista
Jorge Luis Siviero apareció en el profesionalismo en el último lustro de los 60' en las divisiones inferiores del Racing Club de Montevideo, cuadro en el que además surgieron otros jugadores destacados como Santos Iriarte, Ladislao Mazurkiewicz, Walter Corbo, Fernando Morena y Guillermo Sanguinetti.
Luego del debut en el profesionalismo, Siviero actuó en Cerro y Rentistas. En 1977 se decide a probar suerte en el fútbol mexicano, con pasos en Atlético Potosino y Coyotes Neza. De regreso a Uruguay, el delantero vive una de sus mejores temporadas con el Sudamérica de Montevideo, con el que alcanzó el título de goleador en 1980.
En 1981, Siviero es convocado por Roque Gastón Máspoli a la selección de fútbol de Uruguay, que participaría en la Copa de Oro de Campeones Mundiales o Mundialito. El delantero, sin embargo, no consigue actuar y termina cediendo ante Waldemar Victorino en la oncena que se quedó con la corona que reunía a las selecciones que, a la fecha, habían conseguido ganar al menos un Mundial de Fútbol.
Paralelamente en Chile, Cobreloa estaba en búsqueda de un delantero que supliera la partida de Nelson Pedetti. Recién consagrado campeón, el entrenador naranja, Vicente Cantatore aspiraba fichar a Victorino. Sin embargo, la negociación no tuvo frutos y Cantatore decide incorporar a Siviero, previa recomendación de Luis Garisto y el mismo Mazurkiewicz, quienes habían actuado en el cuadro minero.
Siviero consiguió una pronta identificación en el equipo de Calama. Fue bautizado como "León" y en sus cuatro temporadas en el cuadro naranja consiguió el campeonato y el título de goleador en 1982. Además, disputó la final de la Copa Libertadores en 1981 y 1982, cayendo derrotado respectivamente ante Flamengo y Peñarol; y se convirtió en el máximo goleador extranjero del cuadro loíno por casi dos décadas, con 62 anotaciones, siendo superado en 2006 por el argentino José Luis Díaz.
En 1985, Siviero se marcha a Deportes Arica y regresaría un año más tarde a Cobreloa, para cerrar su carrera y hacerse cargo técnicamente del plantel naranja, con el que se estrenó como entrenador.

### Como entrenador
Siviero dirigió a Cobreloa por dos temporadas. En ellas, se hizo del título de la Copa Polla Gol en 1986 y clasificó a una Copa Libertadores, certamen del que alcanzó a ser semifinalista en 1987. Deja el equipo ante los malos resultados de la Copa Chile en abril de 1988.
En 1990 se hace cargo de Antofagasta, alcanzando el título del Torneo de Apertura de Segunda División. Aunque Siviero se marcha a Rangers, los "Pumas" conseguirían el ascenso a la Primera División tras la desaparición de Naval.
En el cuadro talquino, en tanto, Siviero alcanza una inédito segundo lugar y en 1991 es contratado para la participación de Deportes Concepción en la Copa Libertadores. Un año más tarde arriba a Coquimbo Unido, estación previa de su paso por Santiago Wanderers, que se extendió por cuatro temporadas y en la que ganó el campeonato de Primera B en 1995. Además, durante su largo mandato permitió el debut de jugadores de la talla de Moisés Villaroel, David Pizarro, Claudio Núñez, Raúl Muñoz, Reinaldo Navia, Rodrigo Cuevas y Jorge Ormeño entre otros;
En 1999, Siviero asume la dirección de Everton, cuadro que ascendió esa misma temporada a la Primera División. En 2001 vuelve a Santiago Wanderers para hacerse cargo del equpio B que militaba en la tercera división. Luego de un breve paso por Unión La Calera se marcha al fútbol de Venezuela. En 2004 dirigió a Unión Atlético Maracaibo, alcanzando a ser octavofinalista de la Copa Libertadores y luego a Italmaracaibo, donde se mantuvo hasta 2005.
Su última actuación se encuentra en el 2007, en Puerto Montt donde se le encomendó la difícil tarea de evitar el descenso luego la paupérrima actuación de la temporada anterior a manos de Fernando Cavalleri. El trabajo de Siviero se nota enseguida, se hacen más puntos y logran tener mejor rendimiento que la temporada anterior, pero el déficit en el campeonato pasado hace que terminen por descender.
Siviero actualmente tiene residencia en Viña del Mar, donde labora como comentarista en UCV Radio de Valparaíso.

## Clubes

### Como futbolista
| Club              | País    | Año       |
| ----------------- | ------- | --------- |
| Racing            | Uruguay | 1969-1971 |
| Cerro             | Uruguay | 1972      |
| Rentistas         | Uruguay | 1973-1977 |
| Atlético Potosino | México  | 1978      |
| Coyotes Neza      | México  | 1979      |
| Sud América       | Uruguay | 1980      |
| Cobreloa          | Chile   | 1981-1984 |
| Deportes Arica    | Chile   | 1985      |
| Cobreloa          | Chile   | 1986      |

### Como entrenador
| Club                     | País      | Año       |
| ------------------------ | --------- | --------- |
| Cobreloa                 | Chile     | 1986-1988 |
| Deportes Antofagasta     | Chile     | 1990      |
| Rangers                  | Chile     | 1990      |
| Deportes Concepción      | Chile     | 1991      |
| Coquimbo Unido           | Chile     | 1992      |
| Santiago Wanderers       | Chile     | 1994-1997 |
| Everton                  | Chile     | 1999-2000 |
| Santiago Wanderers       | Chile     | 2001      |
| Everton                  | Chile     | 2002      |
| Unión La Calera          | Chile     | 2004      |
| Unión Atlético Maracaibo | Venezuela | 2004      |
| Italmaracaibo            | Venezuela | 2004-2005 |
| Deportes Puerto Montt    | Chile     | 2007      |

## Palmarés

### Como futbolista

#### Campeonatos nacionales
| Título           | Club     | País  | Año  |
| ---------------- | -------- | ----- | ---- |
| Primera División | Cobreloa | Chile | 1982 |
| Copa Chile       | Cobreloa | Chile | 1986 |

#### Copas internacionales
| Título      | Club                           | País       | Año  |
| ----------- | ------------------------------ | ---------- | ---- |
| Copa de Oro | Selección de fútbol de Uruguay | Montevideo | 1980 |

### Como entrenador

#### Campeonatos nacionales
| Título                              | Club               | País  | Año  |
| ----------------------------------- | ------------------ | ----- | ---- |
| Copa Polla Gol                      | Cobreloa           | Chile | 1986 |
| Torneo Apertura de Segunda División | Antofagasta        | Chile | 1990 |
| Primera B                           | Santiago Wanderers | Chile | 1995 |

### Distinciones individuales
| Título                                                       | Año  |
| ------------------------------------------------------------ | ---- |
| Máximo goleador del Campeonato Uruguayo de Fútbol (19 goles) | 1980 |
| Máximo goleador de la Primera División de Chile (18 goles)   | 1982 |
| Subcampeón del Mundial Senior con la Selección de Uruguay    | 1989 |